# میروشوویتسه
میروشوویتسه (به چکی: Mirošovice) یک منطقهٔ مسکونی در جمهوری چک است که در ناحیه پراگ-شرق واقع شده‌است.